# Visual C sharp
Visual C# est un outil de développement édité par Microsoft, permettant de concevoir des applications articulées autour du langage C#.
Visual C# propose les outils pour développer des applications C# qui ciblent la plateforme nouvelle génération de Microsoft pour la programmation distribuée et compatible Internet. Ce langage de programmation est simple, de type sécurisé et orienté objet. Il a été conçu pour générer des applications d’entreprise. Le code écrit en C# est compilé en code managé exécuté sous le framework .NET.
Visual C# est apparu pour la première fois dans la version 2002 de Visual Studio.
Dans sa version actuelle (2008), il est décliné en deux versions :
- Une version professionnelle incluse dans l'environnement de développement intégré Visual Studio 2008
- Une version gratuite, proposée en tant qu'application indépendante : Visual Studio C# Express.